# Glenoleon conspersus
Glenoleon conspersus is een insect uit de familie van de mierenleeuwen (Myrmeleontidae), die tot de orde netvleugeligen (Neuroptera) behoort. 
Glenoleon conspersus is voor het eerst wetenschappelijk beschreven door Banks in 1918.